# Grup d'Escoles Mataró
El Grup d'Escoles Mataró, més conegut per les seves sigles GEM, és una institució escolar privada sense ànim de lucre creada el 1966 a Mataró basada en els principis de la "pedagogia activa" o "escola nova". Actualment disposa de dos centres escolars, un al passeig Cabanellas amb Llar d'Infants i Educació Infantil, i l'altre al carrer Àvila, amb Educació Primària, ESO i Batxillerat.

## Història
El GEM té els seus inicis l'any 1966 quan es comencen a establir les característiques bàsiques de la nova institució educativa, entre les quals hi ha: pedagogia total i activa, entesa com a servei públic, escola catalana i catalanitzadora, amb alumnat plural, amb diversitat socioeconòmica i pagaments no uniformes, gestió democràtica, coeducadora, no confessional.
El mateix any s'obre l'escola, reduïda a dues aules al Passatge Cabanellas de Mataró, com a dependent de la guarderia de la fàbrica d'un dels promotors. Se'n demana la legalització.
El 1967 l'administració estatal n'aprova els estatuts com a Associació Civil "Grup d'Escoles Mataró".
El 31 de març de 1968 se celebra una Assemblea General Extraordinària per tractar sobre la denúncia difamatòria contra l'Associació i les seves escoles. Aquell any el Ministeri autoritza oficialment l'escola.
El 1969 s'inaugura del nou centre al carrer Àvila. L'any següent apareixeria un article sobre l'edifici a la revista professional "Quaderns d'arquitectura" núm.75 del col·legi d'Arquitectes. El 1970 també és l'any en que s'escull el sistema de barem per a les quotes dels associats i el 1971 el centre rebrà l'autorització oficial per a practicar la coeducació. Serà però l'any en què es produeix un incendi intencionat a l'edifici del carrer Àvila. L'any següent, 1973, s'inaugura el segon edifici del carrer Àvila.
El 29 de maig de 1975 l'Assemblea General Extraordinària aprova una proposta de modificació de diversos articles dels estatuts, descartant les propostes d'un grup de mestres. Es contracten dos nous directors, un per a cada centre. Hi haurà una profunda renovació de professorat.
L'any 1977 el Ministeri havia concedit el permís per edificar un altre centre de 16 unitats d'EGB però, per manca de terrenys, s'hi renuncia. L'any 1978 s'aconsegueix l'homologació provisional dels estudis de BUP, que rebrà l'homologació definitiva el 1981, i el 1979 la Generalitat autoritza l'ensenyament en català.